# Luftstråk
Luftstråk är en folkmusikgrupp bestående av Johan Hedin (nyckelharpa), Sven Ahlbäck (fiol) och Maria Kalaniemi (dragspel).

## Diskografi
- 2001 - Luftstråk
- 2008 - Siska